# Tibor Bastrnák
Tibor Bastrnák (ur. 17 listopada 1964 w Šahach) – słowacki lekarz, samorządowiec i polityk węgierskiego pochodzenia, poseł do Rady Narodowej Słowacji, burmistrz Komárna.

## Życiorys
Ukończył studia na Wydziale Medycznym Uniwersytetu Masaryka w Brnie, następnie zaś uzyskał specjalizację w zakresie ginekologii – wykonywał praktykę w szpitalach w Komárnie. W latach 1999–2002 pełnił funkcję wiceprzewodniczącego kraju nitrzańskiego. W 2002 po raz pierwszy uzyskał mandat posła do Rady Narodowej (wybierany następnie w 2006, 2010, 2012 i 2016). Był dwukrotnie wybierany z ramienia Partii Węgierskiej Koalicji, jednak w 2009 przeszedł do nowego ugrupowania pod nazwą Most-Híd.
W 2003 został burmistrzem Komárna. Funkcję tę pełnił do 2010.